# Ястребино (деревня, Ленинградская область)
Ястребино — деревня в Большеврудском сельском поселении Волосовского района Ленинградской области.

## История
Топоним впервые упоминается в Писцовой книге Водской пятины 1500 года как центр Ястребинского Никольского погоста Копорского уезда.
На карте Ингерманландии А. И. Бергенгейма, составленной по шведским материалам 1676 года, обозначено село Iastrebina — центр Ястребинского погоста.
На шведской «Генеральной карте провинции Ингерманландии» 1704 года — мыза Jestrebina.
Мыза Ястребина упоминается также на «Географическом чертеже Ижорской земли» Адриана Шонбека 1705 года.
На карте Ингерманландии А. Ростовцева 1727 года обозначен погост Ястребенско.
На карте Санкт-Петербургской губернии Я. Ф. Шмидта 1770 года — церковная деревня Естребинская.
На карте Санкт-Петербургской губернии Ф. Ф. Шуберта 1834 года она обозначена как село Ястребово.

ЯСТРЕБИНО — мыза принадлежит Олимпиаде Чеблоковой, число жителей по ревизии: 41 м. п., 40 ж. п.

ЯСТРЕБИНО — село принадлежит дочери надворного советника Евпраксии Чеблоковой, число жителей по ревизии: 47 м. п., 51 ж. п.; В оном:

а) Церковь деревянная во имя Святителя Николая Чудотворца.

б) Мукомольная мельница. 

в) Питейный дом. 

г) Торговое заведение. (1838 год)

Согласно карте Ф. Ф. Шуберта в 1844 году село называлось Ястребно и насчитывало 17 крестьянских дворов.
Упоминается на карте профессора С. С. Куторги 1852 года как село и мыза Ястребно.

ЯСТРЕБИНО — село тайного советника, сенатора Веймарна, 10 вёрст почтовой, а остальное по просёлочной дороге, число дворов — 13, число душ — 36 м. п. (1856 год)

ЯСТРЕБИНО — село, число жителей по X-ой ревизии 1857 года: 33 м. п., 44 ж. п., всего 77 чел.

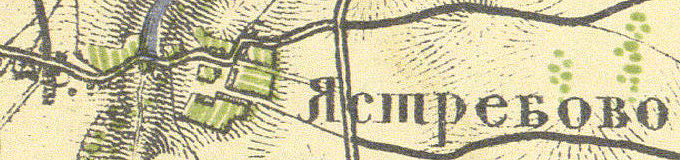
Село и мыза Ястребино на карте 1860 года

Согласно «Топографической карте частей Санкт-Петербургской и Выборгской губерний» 1860 года село называлось Ястребово.

ЯСТРЕБИНО — мыза владельческая при колодце, по правую сторону 1-й Самерской дороги, число дворов — 3, число жителей: 7 м. п., 15 ж. п.

ЯСТРЕБИНО — село владельческое при реке Хревица, по правую сторону 1-й Самерской дороги, число дворов — 17, число жителей: 66 м. п., 89 ж. п.

Церковь православная. Часовня. Волостное правление. Ярмарка. (1862 год)

Согласно карте из «Исторического атласа Санкт-Петербургской Губернии» 1863 года село называлось Ястребино.
Согласно данным 1867 года в селе находилось волостное правление Ястребинской волости, волостным старшиной был временнообязанный крестьянин деревни Большое Клённо О. И. Иванов.
В состав Ястребинской волости входило село Ястребино и деревни: «Беседа, Большая Пустомержа, Брюмбель, Вешки Большие, Городня, Домашова, Забелье, Именицы, Киноши, Кленно Большое, Кленно Малое, Корпова, Кошино, Красницы, Лопец, Малая Пустомержа, Мануилово, Недоблицы, Неревицы, Озертицы Малые, Онстопель, Пелеши, Петровская, Полобицы, Поречье, Прологи, Рагулова, Смолеговицы, Среднее Село, Сягла, Торма, Шуговицы, Юрка».
В 1870—1871 годах временнообязанные крестьяне деревни выкупили свои земельные наделы у А. Ф. Веймарна и стали собственниками земли.

ЯСТРЕБИНО — село, по земской переписи 1882 года: семей — 18, в них 42 м. п., 55 ж. п., всего 97 чел.

Сборник Центрального статистического комитета описывал его так:

ЯСТРЕБИНА — деревня бывшая владельческая при реке Хревице, дворов — 14, жителей — 74;
 Волостное правление, мельница, церковь православная, часовня, богадельня, школа, ярмарка 1 августа. (1885 год)

Согласно материалам по статистике народного хозяйства Ямбургского уезда 1887 года мыза Ястребино площадью 989 десятин принадлежала княгине Л. А. Оболенской (ур. фон Веймарн), мыза была приобретена до 1868 года. Княгиня сдавала в аренду кузницу, водяную мельницу и дачу на две квартиры.
По земской переписи 1899 года:

ЯСТРЕБИНО — село, число хозяйств — 15, число жителей: 37 м. п., 42 ж. п., всего 79 чел.;
 разряд крестьян: бывшие владельческие; народность: русская

В конце XIX — начале XX века село административно относилось к Ястребинской волости 1-го стана Ямбургского уезда Санкт-Петербургской губернии.
По данным «Памятной книжки Санкт-Петербургской губернии» за 1905 год в селе Ястребино действовал сиротский приют и богадельня. Мызой Ястребино площадью 664 десятины, владела жена титулярного советника София Владимировна Безобразова, кроме того 1899 десятин принадлежало владелице мызы Пустомержа, её матери княгине Лидии Александровне Оболенской.
С 1917 по 1924 год деревня Ястребино входила в состав Ястебинского сельсовета Ястребинской волости Кингисеппского уезда.
С 1924 года в составе Беседского сельсовета.
Согласно данным переписи населения СССР 1926 года в селе Ястребино Смолеговицкого сельсовета Молосковицкой волости Кингисеппского уезда проживали 133 человека, большинство русские а также эстонцы, поляки и немцы.
С февраля 1927 года в составе Кингисеппской волости. С августа 1927 года в составе Молосковицкого района.

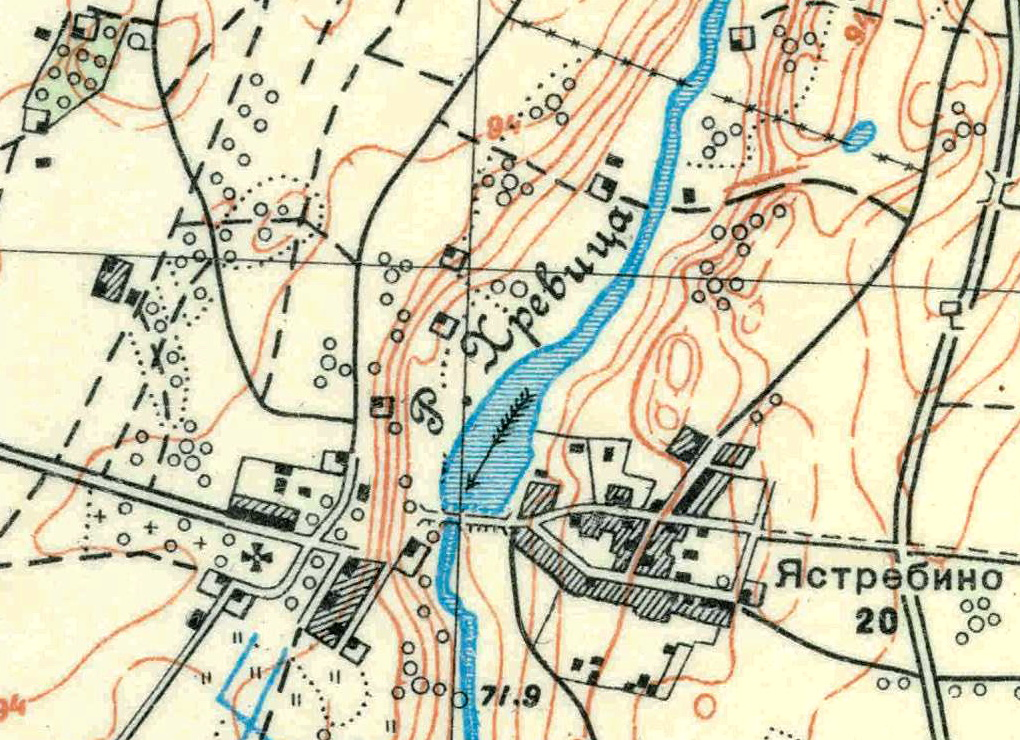
План села Ястребино. 1930 год

Согласно топографической карте 1930 года село насчитывало 20 дворов. На западной окраине села находилась церковь.
С 1931 года в составе Волосовского района.
По данным 1933 года составе Беседского сельсовета Волосовского района находилось село Ястребино.
Согласно топографической карте 1938 года деревня насчитывала 35 дворов. В деревне находились: сельсовет, школа и церковь.
В 1940 году население деревни Ястребино составляло 279 человек.
Деревня была освобождена от немецко-фашистских оккупантов 30 января 1944 года.
С 1954 года в составе Каложицкого сельсовета.
С 1963 года в составе Кингисеппского района.
С 1965 года вновь в составе Волосовского района. В 1965 году население деревни Ястребино составляло 90 человек.
По данным 1966 и 1973 годов деревня Ястребино также находилась в составе Каложицкого сельсовета.
По данным 1990 года деревня Ястребино входила в состав Беседского сельсовета Волосовского района.
В 1997 году в деревне Ястребино проживали 42 человека, в 2002 году — 62 человека (русские — 89 %), в 2007 году — 52.
В мае 2019 года деревня вошла в состав Большеврудского сельского поселения.

## География
Деревня находится в западной части района на автодороге 41А-186 (Толмачёво — автодорога «Нарва»).
Расстояние до административного центра поселения — 2 км.
Расстояние до ближайшей железнодорожной платформы Ястребино — 2 км.
Через деревню протекает река Хревица.

## Демография
| 1862 | 2002 | 2007 | 2010 | 2017 |
| ---- | ---- | ---- | ---- | ---- |
| 177  | ↘62  | ↘52  | ↗57  | ↗64  |

### Национальный состав
Согласно данным Всероссийской переписи населения 2021 года в деревне проживали 57 человек, из них:
 русские — 52, украинцы — 2, ижорцы — 1, марийцы — 1, лезгины — 1 человек.